# Бельково (посёлок железнодорожной станции, Киржачский район)
Бельково — посёлок железнодорожной станции в Киржачском районе Владимирской области России, входит в состав Горкинского сельского поселения.

## География
Посёлок расположен в 3 км на север от центра поселения посёлка Горка и в 14 км на север от райцентра города Киржач, ж/д станция Бельково на линии Александров — Иваново. Станция названа по деревне Бельково, находящейся в 1,5 км от посёлка.

## История
Посёлок возник при ж/д станции в начале XX века и входил в состав Махринской волости Александровского уезда, с 1926 года — в составе Киржачской волости. В 1905 году в посёлке имелось 2 двора, в 1926 году — 14 дворов.
С 1929 года посёлок входил в состав Бельковского сельсовета Киржачского района, с 1971 года — в составе Илькинского сельсовета, с 2005 года — в составе Горкинского сельского поселения.

## Население
| 1905 | 1926 | 2002 | 2010 | 2021 |
| ---- | ---- | ---- | ---- | ---- |
| 12   | ↗26  | ↗58  | ↗61  | ↘43  |